# Скадиньш, Август
Август Скадиньш (латыш. Augusts Skadiņš; 6 марта 1902, Кошрагс, Российская империя — 1 июня 1945, Елгава, Латвийская ССР, СССР) — ливский поэт и прозаик. Был большим знатоком ливского фольклора. Написал единственную оригинальную пьесу на ливском языке «Vanā Rānda» (Старый Ранда). Пьеса была поставлена в 1923 году. Был составителем второй и третьей ливской хрестоматии (Toi līvǝd lugdǝbrōntǝz, 1922; Kolmǝz līvǝd lugdǝbrōntǝz, 1923). Был одним из самых активных ливских прозаиков начала 1920-х годов. Тематика произведений в основном была направлена на борьбу с алкоголизмом.

## Биография
Август Скадиньш родился в ливской деревни Кошрагс. Образование получил в Тартуской учительской семинарии, а затем в лиепайском отделение Народной высшей школы. Работал железнодорожником в Мазирбе и Риги. Затем работал сотрудником в газете «Jaunākās ziņas». Умер 1 июня 1945 года в Елгаве.

## Известные работы
- «Vecais Rānda»
- «Gandrīz nāves nagos»